# Париж на три часа (роман)
«Париж на три часа» — исторический роман советского писателя Валентина Пикуля, написанный в 1960-1962, 1984-1985 годах. Действие романа разворачивается в Париже, в 1812 году. В то время как Наполеон и остатки его «Великой армии», покинув Москву, медленно отступают обратно на запад, к границам России, в Париже происходит невероятное событие. Генерал Клод Франсуа Мале при поддержке офицеров, приверженцев Французской Республики, объявляет императора погибшим и на три часа захватывает власть в столице Империи.

## Содержание
- Преддверие
- Не бойся «чихнуть в мешок»
- «Заговор предположений»
- Последние репетиции
- Диагноз: острое помешательство
- «Мои любезные сумасшедшие»
- «Конспирация» — «Кампания»
- «Он больше не гениален»
- Завоевание Парижа
- Империя в опасности
- Улица Святых Отцов
- Великие времена наступили
- «Да здравствует император!»
- «Мы не последние римляне»
- Dixi